# اولکساندر اوسیک
اولکساندر اوسیک (اوکراینی: Олекса́ндр Олекса́ндрович У́сик؛ زادهٔ ۱۷ ژانویهٔ ۱۹۸۷) بوکسور حرفه‌ای نیمه‌سنگین و سنگین‌وزن اهل اوکراین است. که پس از پیروزی مقابل آنتونی جاشوا کمربند سازمانهای WBA,WBOو IBF را کسب کرد. او قبل از مبارزه در دسته سنگین‌وزن، قهرمان بلامنازع نیمه سنگین‌وزن دنیا نیز بود. وی در نوزدهم ماه می در ریاض، با شکست دادن تایسون فیوری کمربند سازمان WBC را کسب کرد و قهرمان بلامنازع سنگین‌وزن شد.